# إسحاق س. كيد
إسحاق س. كيد (بالإنجليزية: Isaac C. Kidd)‏ هو ضابط أمريكي، ولد في 26 مارس 1884 في كليفلاند في الولايات المتحدة، وتوفي في 7 ديسمبر 1941 في بيرل هاربر في الولايات المتحدة.